# Joost Prinsen
Joseph Jules Thomas (Joost) Prinsen (Vught, 9 juni 1942) is een Nederlands acteur, presentator, zanger en schrijver.

## Biografie
Joost Prinsen is een zoon van burgemeester Claudius Prinsen die in 1952 overleed. Hij groeide op met zijn moeder, vier zussen en een broer.
Na het Stedelijk Gymnasium 's-Hertogenbosch, waarvan zes jaar op het internaat van het Bisschoppelijk College in Weert, volgde Prinsen de opleiding aan de Toneelschool in Amsterdam. In 1969 begon hij zijn carrière bij Wim Sonneveld in de musical De Kleine Parade als schilder Jollema. Hij speelde in vele toneelstukken, musicals, hoorspelen en televisieseries onder meer in 1975 een rol in Oorlogswinter. Hij nam ook enkele langspeelplaten op. en werd docent aan de Kleinkunstacademie.
Grote bekendheid genoot hij met zijn tv-optredens in De Stratemakeropzeeshow (als Erik Engerd), De Zevensprong (als Jan Toereloer), Peter en de vliegende autobus, De Legende van de Bokkenrijders (als Lei de Tinnegieter), J.J. De Bom voorheen De Kindervriend (als Jan J.de Bom) en Otje (als antiquair Meneer Pijpetoon). Hij is nog steeds te zien in Het Klokhuis, presenteerde tot 2015 de quiz Met het Mes op Tafel (NPS, later MAX) en had in de zomer van 2003 zijn eigen live-praatprogramma Maandag Prinsjesdag. In 2003 verscheen ook het verzameld werk van Prinsen, onder de titel Een kop die je zelf niet bevalt. Ook was hij te zien in de serie Het wassende water van Herman de Man met onder meer Kitty Courbois en Sjoerd Pleijsier. Op de radio was hij tot mei 2019 actief als redactielid bij het op werkdagen uitgezonden NTR-programma Kunststof (tot september 2011 een programma van de NPS), waar hij doorgaans de introductie van een gast verzorgde. Op 23 november 2020 was Prinsen zelf te gast in het programma.
In 2006 was hij opnieuw te zien in een televisieserie als hoofdinspecteur Schneider in de politieserie Boks op het toenmalige Talpa. In 2009 presenteerde hij het televisieprogramma Dichter des Vaderlands voor de NPS. In 2012 had hij een gastrol in Golden Girls als de vader van Barbara.
In 2015 moest Prinsen, wegens ziekte van zijn vrouw, het presenteren van het quizprogramma Met het Mes op Tafel na ruim vierhonderd afleveringen overlaten aan Herman van der Zandt. Van der Zandt heeft Met het mes op tafel sinds het najaar van 2015 definitief van hem overgenomen. Prinsen ging toen het theater in met de voorstelling Uurtje Literatuurtje, om met het publiek herinneringen aan ontmoetingen met mensen zoals Harry Mulisch, Kopland en Willem Wilmink te delen. Met Bram van der Vlugt deed hij zo'n honderd voorstellingen getiteld Oude Meesters. In april 2023 keerde Prinsen tijdelijk terug als presentator van Met het Mes op Tafel wegens ziekte van Van der Zandt. Hij nam de eerste twee weken van hem over.

## Stemmen
- Bollie Blauw - Verteller
- De Aristokatten - Lafayette (1970, versie uit 1980)
- De Avonturen van Muis op Mars - Verteller
- Taran en de Toverketel - Kruiperd
- Kissyfur - Oom Siebold en Leo (2e stem)
- The Grinch (2000) - De Grinch
- The Fairytaler - Hans Christian Andersen

## Andere werkzaamheden
Prinsen is columnist voor diverse media, zoals Voetbal International, het Haarlems Dagblad en het bridgetijdschrift IMP. Een deel van de columns die hij in dat blad schreef is in 2008 gebundeld onder de titel Een goede speler is niet eerlijk. Voor het Algemeen Dagblad had hij tot en met 31 juli 2021 de rubriek Joost mag 't weten, waarin hij lezersvragen beantwoordde over problemen met de omgang met anderen.
Sinds 2022 werkt Prinsen als verhalenverteller mee aan de storycast Oud nieuws van spoorbeheerbedrijf ProRail. Hij spreekt daarbij de op feiten gebaseerde historische verhalen in.

## Ziekte
Op 18 januari 2024 maakte Prinsen in zijn column bekend dat hij al enkele jaren lijdt aan blaaskanker. Ondanks uitgebreide behandelingen is de ziekte in 2023 uitgezaaid.

## Privé
Prinsen is weduwnaar en heeft twee dochters. Zijn echtgenote Emma overleed in januari 2020 na bijna vijftig jaar huwelijk. Een jaar na haar dood publiceerde hij een boek over haar overlijden en de periode daarna. Prinsen vond een nieuwe liefde bij Noraly Beyer, voormalig nieuwslezeres. 

## Bestseller 60
| Boeken met noteringen in de Nederlandse Bestseller 60 | Jaar van verschijnen | Datum van binnenkomst | Hoogste positie | Aantal weken | Opmerkingen |
| ----------------------------------------------------- | -------------------- | --------------------- | --------------- | ------------ | ----------- |
| Mijn vrouw pikt zeepjes                               | 2020                 | 25-11-2020            | 12              | 3            |             |
| Na Emma                                               | 2021                 | 01-06-2021            | 9               | 4            |             |
| Een bevoorrecht mens                                  | 2023                 | 21-06-2023            | 37              | 2            |             |

## Onderscheiding
In 2004 is hij koninklijk onderscheiden als officier in de Orde van Oranje-Nassau.
- Gemeinsame Normdatei: 136970621
- International Standard Name Identifier: 0000 0000 5029 4650
- Library of Congress Control Number: nb2007013663
- MusicBrainz: 2835794a-23d0-4e80-94d8-098306c5e586
- Nederlandse Thesaurus van Auteursnamen: 07371044X
- Virtual International Authority File: 1995443
- WorldCat: E39PBJw4wK7qRwTFRR3tjhBByd